# Приднестровский Сбербанк
Приднестровский Сберба́нк — коммерческий банк, один из крупнейших банков Приднестровья. Полное наименование — Закрытое акционерное общество «Приднестровский сберегательный банк».

## История
Ранее назывался PRISBANK. Создан 21 января 1993 года путём преобразования Тираспольского, Бендерского, Григориопольского, Слободзейского, Дубоссарского, Каменского и Рыбницкого отделений Сберегательного банка Молдавской ССР и было зарегистрировано ПРБ 16 ноября 1993 года (регистрационный № 5).
Приднестровский Сбербанк — универсальный банк, предоставляющий широкий спектр банковских услуг корпоративным и частным клиентам, является единственным банком в Приднестровье, предоставляющим государственную гарантию сохранности и возврата 100 % суммы вкладов граждан.
Акционеры: Приднестровский Республиканский Банк; Государство — Приднестровская Молдавская Республика.
Центральный офис Приднестровского Сбербанка находится в Тирасполе.

## Деятельность
Приднестровский Сбербанк имеет генеральную лицензию на осуществление банковских операций АЮ № 0012718 от 25 июля 2000 года, выданную Приднестровским Республиканским банком.
Филиальная сеть банка состоит из 5 филиалов в крупнейших городах Приднестровья: Бендерах, Дубоссарах, Рыбнице, Григориополе, Слободзее и имеет широкую сеть отделений, охватывающую большинство населенных пунктов Приднестровья.

## Членство в межбанковских объединениях
Приднестровский Сбербанк участвует в следующих межбанковских объединениях:
- Ассоциация российских банков
- Ассоциация региональных банков «Россия»
- Ассоциация банков Приднестровья

## Логотип и смена фирменного стиля
Начиная с 2012 года Приднестровский Сбербанк ввел новый фирменный стиль и логотип.

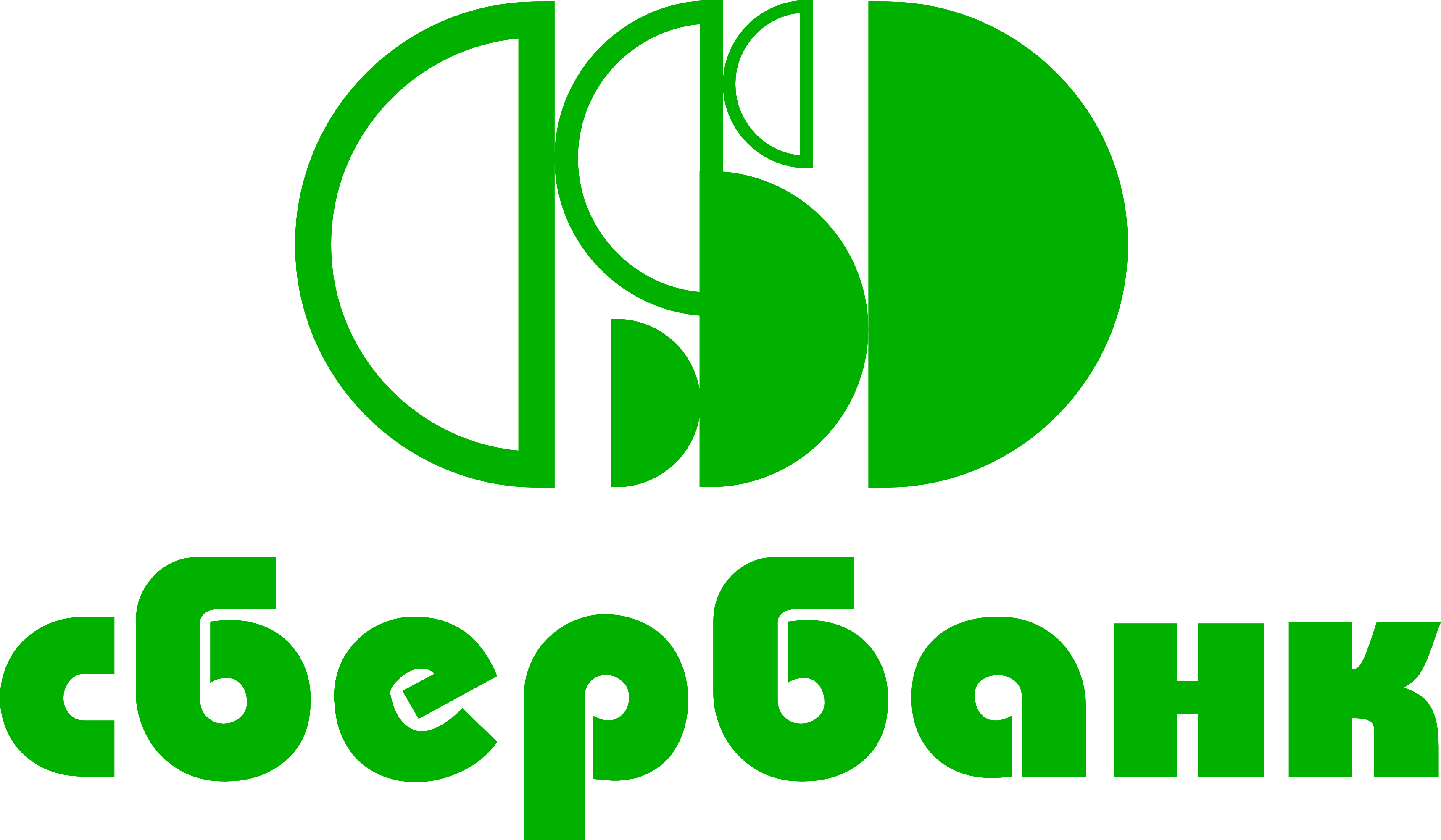
Старый логотип
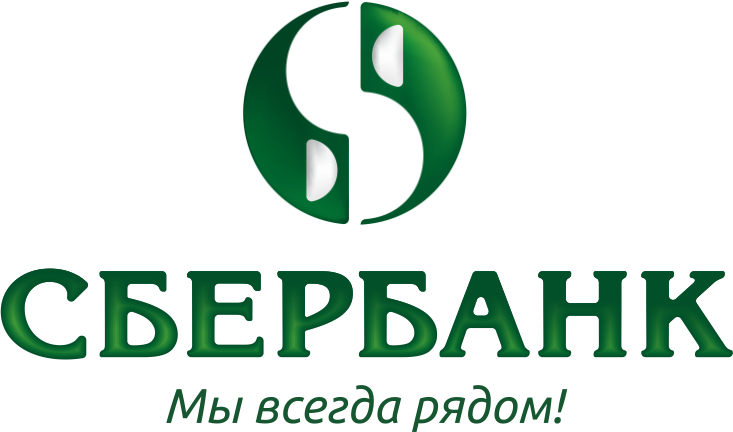
Логотип с 2012 года